# Aérodrome d'Ondangwa
L'aérodrome d'Ondangwa, ou Aérodrome Andimba Toivo ya Toivo (code IATA : OND • code OACI : FYOA) est un petit aéroport desservant Ondangua, une ville dans la région Oshana en Namibie. L'aéroport est à environ 5 km au nord-ouest du centre de Ondangua/Ondangwa.

## Situation
| Katima Mulilo Lüderitz Ondangwa Oranjemund Rundu Walvis Bay Windhoek-Eros Windhoek-H. Kutako |

## Compagnies aériennes et destinations
Air Namibia desservait tous les jours Ondangwa depuis l'aéroport d'Eros à Windhoek, mais la compagnie a cessé ses opérations le 11 février 2021. Depuis, l'aérodrome n'est plus desservie que par FlyNamibia. 

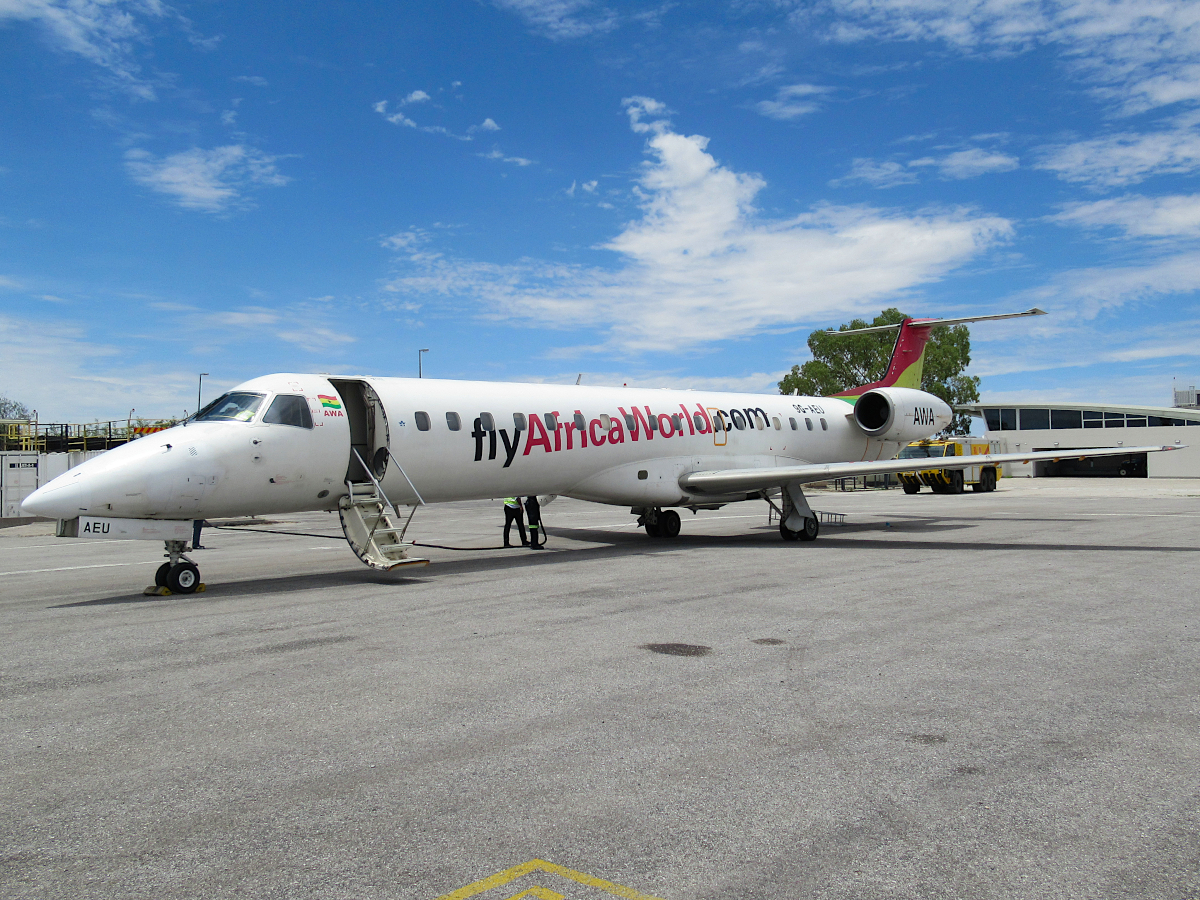
Un ERJ-145 d'Africa World Airlines faisant escale sur l'aérodrome.

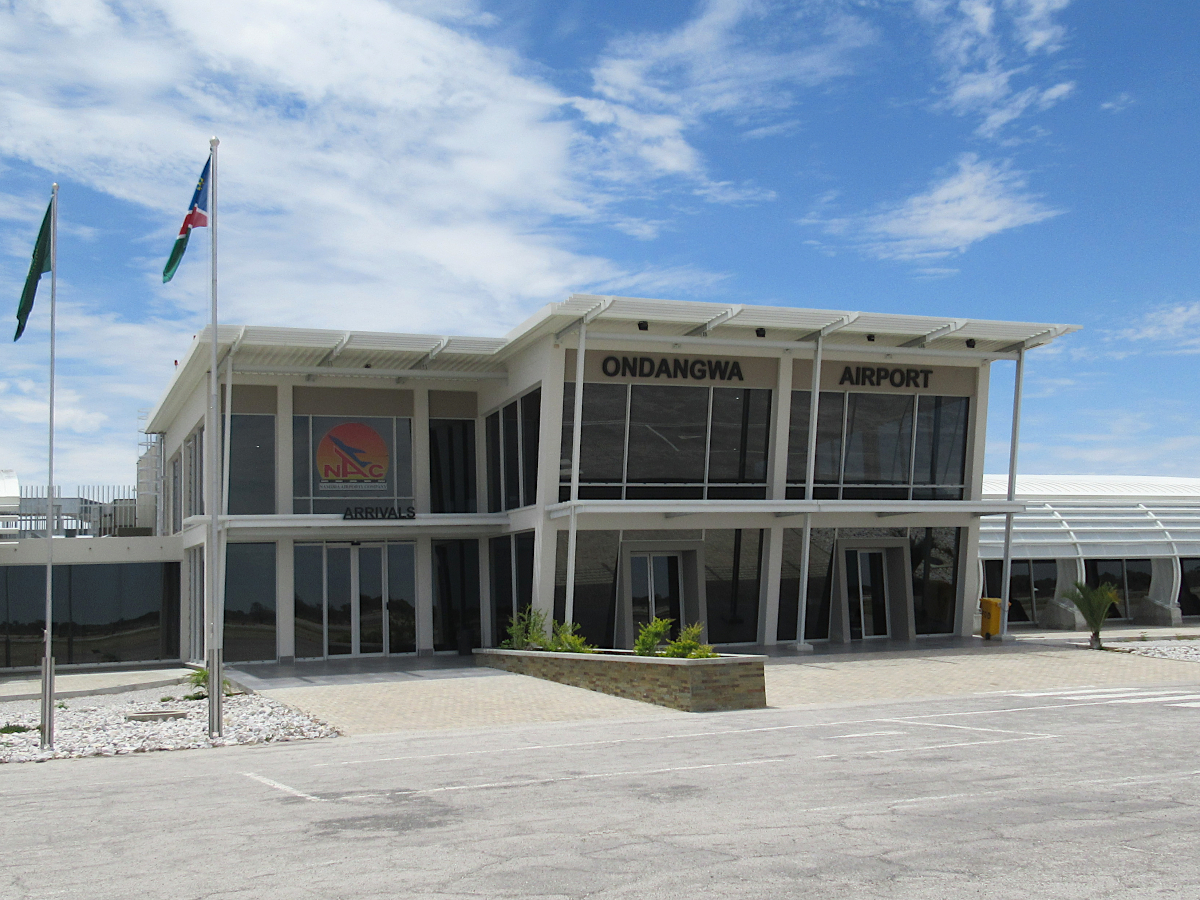
Le terminal de l'aéroport.

| Compagnies | Destinations  |
| ---------- | ------------- |
| FlyNamibia | Windhoek-Eros |

Actualisé le 25/05/2025